# ماري جبران
ماري جبران (1911-1956) مغنية وممثلة سورية. 

## حياتها
من مواليد بيروت، وهي من أوائل المطربات السوريات، بدأت حياتها الفنية في التاسعة من عمرها ممثلة ومغنية في فلسطين والأردن.
انتخبت نقيبة للموسيقيين سنة 1950، توفيت سنة 1956 بعد صراع طويل مع مرض السرطان.
هنالك خلاف على تاريخ مولدها، فاستناداً إلى مذكّرات الملحّن المصري الشّيخ زكريّا أحمد فإن تاريخ ولادتها على الأرجح هو عام 1907 إن لم يكن في عام 1905.

## مسيرة
ولدت ماري جبور (وهو اسمها الأصلي) في بيروت عام 1911، وهي ابنة «يوسف جبّور» الذي نزح بأسرته إلى سوريا واستوطن في دمشق بسبب قسوة الحياة وهرباً من المجاعة التي اجتاحت لبنان في زمن الحرب العالمية الأولى، إلاّ أنّه عاجله الموت تاركاً أسرته تواجه ظروفا صعبة جدّا، دفعت والدة ماري إلى العيش مع أختها الممثّلة المشهورة حينها الخالة «ماري جبران» في القدس.
في التاسعة من عمرها رافقت ماري خالتها لتعمل معها في الغناء والتمثيل في فلسطين التي كانت مقصد معظم الفنانين العرب في تلك الأيام لما تمثله من زخم كبير في حركتها الفنية والأجتماعية، وهناك اكتشفت موهبتها باكرا، فأخذت تغنّي على المسرح وترقص برشاقة وتضرب بالصنوج، وتعلّمت العزف على العود فبرعت فيه.
في العشرينات من القرن الماضي عادت ماري إلى سوريا لتعمل في ملاهي دمشق وحلب بعد أن حملت اسم خالتها وذلك لشهرتها في عالم الفن. حققت ماري جبران في سوريا نجاحا ملفتا للنظر لما تتمتع به من صوت رخيم إحساس رائع وضعها في مقدمة مطربات جيلها.

## مسيرتها الفنية

### مرحلة القاهرة
يقول الناقد الموسيقي السوري (صميم الشريف) في كتابه (الموسيقى في سوريا):
رافقت ماري جبران بديعة مصابني إلى مصر بعد أن وقعت معها عقد لمدة سنة قابلة للتجديد للعمل في صالتها في القاهرة. هناك افتتن الناس بجمالها قبل أن يفتتنوا بصوتها وأطلقوا عليها «ماري الجميلة» و«ماري الفاتنة» وكان شيوخ التلحين من الذين أعجبوا بصوتها السباقين إلى خطب ودها فتعرفت على محمد القصبجي وداود حسني والشيخ زكريا أحمد. انفرد الأخيران بالتلحين لها فحفظت على يدي داود حسني دور (الحبيب للهجر مايل) ودور (أصل الغرام نظرة) واهتمت بتدريبات الشيخ زكريا وتعلمت منه كيف تغني الأدوار والقصائد والطقاطيق حتى أبدعت فيها. وغنت دور (ياما أنت واحشني) ودور (دعالعزول) ودور (في البعد ياما كنت أنوح).

### مرحلة دمشق
بعد حوالي ثماني سنوات قضتها في مصر عادت ماري إلى سوريا لتتعاون مع ملحني عصرها حيث لحن لها في دمشق محمد محسن وزكي محمد ونجيب السراج ورفيق شكري ولحن واحد لأمير البزق محمد عبد الكريم.
سجلت للأذاعة السورية أجمل أعمالها ((دمشق - زنوبيا - خمرة الربيع)) ولها في إذاعتي دمشق وبيروت تسجيلات رائعة منها على سبيل الذكر (دور أصل الغرام نظرة - كادني الهوى -حمل العود وغنى - ماحتيالي) وأغنيات كثيرة فقد بعضها وتشوه بعضها الآخر ولم تعد تذع أغانيها إلا نادرا...

### أفول نجمها
اشتهرت ماري جبران في أوساط الغناء ولمدة ربع قرن، لا كمطربة ممتازة فقط بل وكسيدة مجتمع فاتنة ساحرة أيضاً، وفوق ذلك عرفت كمحدثة بارعة وصاحبة نكتة من الطراز الأول. ظلت ماري جبران محافظة على مكانتها كمطربة أولى في مسارح لبنان وسورية إلى أن تقدم بها السن، وبدأت خيوط الشيخوخة ترتسم على وجهها واضطرت عندئذ خاصة أنها بدأت تحس بأن جمهور الصالات والمسارح بدأ يتحول عنها إلى المطربات اليافعات، أن تعتزل المسرح وتبقى وراء الميكرفون فقط وكانت أغنياتها في محطة الإذاعة السورية تكاد تكون الشيء الوحيد الذي يسمع في هذه المحطة!.
في إحدى الفترات احتفظ الموسيقيون بشيء من الوفاء لماري جبران وماضيها الفني اللامع فاتفقوا فيما بينهم على انتخابها رئيسة لهم، وتم ذلك بالفعل إلا أن ماري نفسها لم تستطع أن تبقى في كرسي الرئاسة طويلاً خصوصاً أنها سيدة بيت وأم لطفل فاضطرت إلى الاستقالة لتعود وتنزوي في بيتها من جديد.
كسبت ماري جبران الكثير من المال في حياتها الفنية وكان دخلها الشهري لايقل عن عشرة آلاف ليرة، إلا أنها كانت تصرف ما يردها دون أن تتدخر منه أو تستثمره، ولذلك فقد تبخرت ثروة ماري جبران في أقل من عامين أو ثلاثة ولم يعد لها من مورد سوى الثلاثمئة ليرة التي تتقاضاها كل شهر من الإذاعة السورية، ومع ذلك فإنها لم تترك أحداً يشعر بالضيق المالي الذي تعيش فيه، فقد كان لها بقية من كبرياء تمنعها من إحناء الرأس أمام أحد...
ذات ليلة شعرت ماري بدوار عنيف في رأسها، ولما ذهبت إلى المستشفى الفرنسي لتفحص نفسها، وضعها الأطباء حالاً في إحدى غرف الدرجة الأولى وقالوا لها بأن الضرورة تقضي بإجراء عمليتين جراحيتين لها في الحال....
وكانت ماري جبران أمام أمرين لاثالث لهما فإما أن تمتنع عن إجراء العمليتين، وفي هذا خطر مؤكد على حياتها وإما أن تتنازل عن البقية الباقية من الكبرياء وتعترف بضائقتها المالية. فضلت الأمر الثاني واختارت زميلتها المطربة نورهان لتعترف لها بأنها ستضطر إلى أن تطلب من إدارة المستشفى نقلها إلى القسم المجاني... لأنها لاتملك أجرة النزول في غرفة بالدرجة الأولى وتحمّل تكاليف العمليتين الجراحيتين.
أسرعت نورهان إلى إنقاذ الموقف.. وكان أول مافعلته أنها اتصلت بوزير الداخلية آنذاك «علي بوظو» وروت له مأساة المطربة التي تنتظر أية مساعدة، فقام الوزير الشاب المشهور بحبه للأصوات الجميلة بالاتصال فوراً بإدارة المستشفى الفرنسي ليصدر أوامره بأن تبقى ماري جبران حيث هي، أي في غرفة الدرجة الأولى وأن تكون نفقات علاجها على حسابه!

## أعمالها
جدول الأغاني التي أدّتها المطربة ماري جبران
| القالب الغنائي | العنوان                      | الشّاعر                    | الملحّن                                                                        |
| الدّور          | يا ما أنت واحشني             | محمّد الدّرويش              | محمّد عثمان                                                                    |
| الدّور          | كادني الهوى                  | محمّد الدّرويش              | محمّد عثمان                                                                    |
| الدّور          | أصل الغرام نظرة              | قديم أو ربّما إسماعيل صبري | محمّد عثمان                                                                    |
| الدّور          | في البعد يا ما كنت أنوح      | قديم                      | محمّد عثمان                                                                    |
| الدّور          | كنت خالي                     | كامل الخلعي               | داوود حسني                                                                    |
| الدّور          | إن عاش فؤادك                 | قديم                      | داوود حسني                                                                    |
| الدّور          | دع العزول                    | قديم                      | داوود حسني                                                                    |
| الدّور          | السّعادة بالغرام              | قديم                      | داوود حسني                                                                    |
| الدّور          | القلب في ودّك مشتاق           | قديم                      | داوود حسني                                                                    |
| الدّور          | امتى الهوى                   | يحيى محمّد                 | زكريّا أحمد                                                                    |
| الدّور          | فرّح فؤادي واتهنّيت            | قديم                      | زكريّا أحمد                                                                    |
| الدّور          | الحبيب للهجر مايل            | يونس القاضي               | سيّد درويش                                                                     |
| الدّور          | كلّ قلبي يا جميل              | قديم                      | صالح عبد الحي                                                                 |
| الدّور          | حياة القلب                   | قديم                      | قديم                                                                          |
| الدّور          | شربت الشّهد                   | قديم                      | قديم                                                                          |
| الدّور          | لمّا كواني الحبّ               | قديم                      | قديم                                                                          |
| الموال         | يلّي القمر طلعلك              | قديم                      | قديم                                                                          |
| الموال         | ما فيش دقيقة                 | قديم                      | قديم                                                                          |
| الابتهال       | يا ربّي هيّئ لنا من أمرنا رشدا | قديم                      | قديم                                                                          |
| الموشّح         | أذكر الحبيب فيبكيني الغرام   | قديم                      | قديم                                                                          |
| الموشّح         | آه مرّ التّجنّي                 | قديم                      | قديم                                                                          |
| الموشّح         | بلبل الأفراح                 | قديم                      | قديم                                                                          |
| الموشّح         | حبّي دعاني للوصال             | قديم                      | سيّد درويش                                                                     |
| الموشّح         | صحت وجدا                     | قديم                      | سيّد درويش                                                                     |
| الموشّح         | لمّا بدا يتثنّى                | لسان الدّين بن الخطيب      | محمّد عبد الرّحيم المسلوب                                                       |
| الموشّح         | منيتي عزّ اصطباري             | قديم                      | سيّد درويش والخانة عمر البطش                                                   |
| الموشّح         | ما احتيالي                   | قديم                      | قديم حسب كتاب من كنوزنا لفؤاد رجائي وينسب إلى أحمد أبو خليل القبّاني في ديوانه |
| الموشّح         | يا من لعبت به شمول           | قديم                      | قديم حسب كتاب من كنوزنا لفؤاد رجائي وينسب إلى أحمد أبو خليل القبّاني في ديوانه |
| الموشّح         | يا عيون راميات               | أبي المواهب البكري        | عمر البطش                                                                     |
| المونولوغ      | يا زمان                      | عزّت الحصري                | نجيب السرّاج                                                                   |
| المونولوغ      | الشّباب                       | أحمد مأمون                | زكي محمّد                                                                      |
| المونولوغ      | البلبل                       | أحمد مأمون                | زكي محمّد                                                                      |
| الطّقطوقة       | أماني                        | أحمد مأمون                | زكي محمّد                                                                      |
| الطّقطوقة       | حبايبي نسيوني                | قديم                      | محمّد محسن                                                                     |
| القصيدة        | دمشق                         | عزّت الطّباع                | زكي محمّد                                                                      |
| القصيدة        | زنّوبيا                       | زهير ميرزا                | زكي محمّد                                                                      |
| القصيدة        | أحلام الرّمال                 | زهير ميرزا                | زكي محمّد                                                                      |
| القصيدة        | خمرة الرّبيع                  | أحمد خميس                 | زكي محمّد                                                                      |
| القصيدة        | خلّيك يا بدري                 | فخر الدّين الشّريف          | راشد غزّو                                                                      |
| القصيدة        | زهر الرّياض انثني             | قديم                      | محمّد محسن                                                                     |
| القصيدة        | الغريب                       | قديم                      | نجيب السرّاج                                                                   |
| القصيدة        | يا ليل                       | قديم                      | رياض البندك                                                                   |
| الأغنية        | أنا في انتظارك               | محمود بيرم التّونسي        | زكريّا أحمد                                                                    |
| الأغنية        | إيه العبارة يا جميل          | قديم                      | محمّد القصبجي                                                                  |
| الأغنية        | قابلته من غير ميعاد          | أحمد رامي                 | حليم الرّومي                                                                   |
| الأغنية        | مع السّلامة                   | مسلم البرازي              | رفيق شكري                                                                     |

## وفاتها
توفيت بعد نضال طويل مع مرض السرطان عام 1956 وكانت آخر كلماتها (الناس أصبحت تسمع بعينيها لا بأذنيها) احتجاجا على اعجاب الناس بالجمال الأنثوي عوضا عن جمال وروعة الصوت.

## وصلات خارجية
- ماري جبران على موقع ديسكوغز (الإنجليزية)

لم يتم العثور على روابط لمواقع التواصل الاجتماعي.